# Абдель Рахман Ареф
Абдель Рахман Мухаммед Ареф (араб. عبد الرحمن عارف; 1916 — 24 серпня 2007) — іракський державний діяч, політик і військовик, третій президент країни, голова уряду упродовж короткого періоду 1967 року.

## Життєпис
Брав активну учать у перевороті 1958 року, в результаті якого в країні було повалено монархію. Також він був учасником перевороту 1963 року, що привів до влади його брата, Абдула Салама Арефа. Брат призначив його керівником армії. Після загибелі останнього в авіакатастрофі Абдель Рахман замінив його на посту президента. Ареф також став генеральним секретарем Ради революційного командування Іраку.
Абдель Рахман Ареф продовжив політику свого брата. Його влада спиралась лише на армію та державний апарат. Політична нестабільність часів його правління поглиблювала державну кризу в країні. Президент марно намагався маневрувати між різними опозиційними силами.
Восени 1966 року Абдель Рахман Ареф вирішив поїхати до Курдистану й зустрітись з Барзані. Та зустріч відбулась 28 жовтня в населеному пункті Джиндіан біля Ревандуза й тривала чотири години. Арефа супроводжували міністр у справах відновлення Півночі Ахмед Кемаль Кадер, міністр оборони Шукрі, генерал Фуад Ареф і Шейх Баба Алі. Перемовини в Джиндіане стосувались питань реалізації умов перемир'я 29 червня. Барзані зажадав від уряду конкретизувати умови декларації про мирне врегулювання. Він, зокрема, підняв питання про включення представників курдів до складу уряду, надання посади віце-президента представнику курдів, призначення одного з курдських генералів командувачем другої дивізії іракської армії. Президент Ареф пристав на ті пропозиції Барзані. У свою чергу президент висунув такі вимоги: відновлення урядових адміністративних органів у Курдистані, повернення важкої артилерії, яку курди захопили під час весняних битв тощо. Під час візиту Ареф подарував Барзані легкове авто, а Барзані подарував президенту Іраку срібне блюдце, на якому було викарбувано слова «Арабсько-курдське братство!». Поїздка Арефа до Барзані та його перемовини щодо умов врегулювання курдського питання спричинили різко негативну реакцію з боку правоекстремістських сил.
Напередодні Шестиденної війни 1967 року в Синаї було сконцентровано 100 тисяч єгипетських військовослужбовців і понад 900 танків. З півночі Ізраїлю загрожували 6 сирійських дивізій і 300 танків. До єгипетсько-сирійського союзу приєдналась Йорданія, що виставила 7 бригад і 270 танків. Абдель Рахман Ареф, прагнучи закріпити своє лідерство в арабському світі вирішив приєднатись до військової кампанії арабських країн.
3 червня 1967 року президент Ареф видав декрет про звільнення бааситів, заарештованих у період від 13 до 18 листопада 1963 року, які опирались захопленню влади його братом. Амністія бааситів мотивувалась тим, що «слід надати можливість усім взяти участь у війні проти Ізраїлю». Наступного дня, 4 червня, Ірак увійшов до військової коаліції з Єгиптом, Сирією та Йорданією.
Війна тривала шість днів, однак її результат був вирішений упродовж перших шести годин, коли прямо на аеродромах було знищено більшість єгипетських літаків. Після того почались наземні бої, в яких Ізраїль розбив армії арабських країн та окупував території сектору Гази, Синайський півострів, Західний берег річки Йордан і Голанські висоти. В Іраку звістка про поразку стала національною трагедією, а авторитет президента ще більше похитнувся.
Навесні 1968 року країну сколихнула урядова криза. У квітні тринадцять відставних офіцерів, серед яких двоє були колишніми прем'єр-міністрами, а ще п'ятеро — баасистами, подали Арефу меморандум, вимагаючи звільнення прем'єр-міністра Тахіра Ях'я, заснування законодавчих зборів і формування нового уряду. Наступного місяця президент Ареф, остерігаючись втратити владу, відтермінував ще на два роки вибори до парламенту, вироблення та введення в дію конституції, але проти нього вже готувався заколот. Активну діяльність проти уряду розгорнула нелегальна організація молодих офіцерів «Арабський революційний рух», що ставила собі на меті повалення чинного режиму. Для підготовки перевороту керівники тієї організації — заступник начальника другого бюро розвідки полковник Абд-ар-Раззак ан-Наєф і командувач президентської гвардії генерал Ібрагім Абд-ар-Рахман Дауд — встановили зв'язок з керівниками партії Баас і групою консервативних офіцерів на чолі з генералом Абдель Азізом аль-Окайлі.
Короткому правлінню Арефа було покладено край 16 липня 1968 року, коли партія Баас здійснила безкровний військовий переворот. Міністр оборони Хардан Аль-Тікріті зателефонував Арефу й повідомив, що він більше не президент. Після того поваленого лідера вислали до Туреччини. Спочатку він жив у Лондоні, потім — у Стамбулі. 1979 року Саддам Хусейн, який прийшов до влади, дозволив йому повернутись на батьківщину. Йому дозволили залишити країну тільки одного разу, для паломництва до Мекки. Після повалення Саддама Хусейна Абдель Рахман Ареф назавжди залишив Ірак та оселився у столиці Йорданії Аммані. 2004 року тимчасовий уряд Іраку ухвалив рішення сплачувати Арефу пенсію й виділити кошти на його лікування у Йорданії.
Колишній президент Іраку Абдель Рахман Ареф помер у військовому шпиталі 24 серпня 2007 року.